# 劉超遠
劉超遠，贵州黎平人，清朝政治人物、同進士出身。
嘉慶十三年（1808年）戊辰科進士，三甲二名，后官湖南知縣。